# Лоскутов, Александр Юрьевич
Лоскутов Александр Юрьевич (5 мая 1959, Москва, СССР — 5 ноября 2011) — советский и российский физик, доктор физико-математических наук, профессор физического факультета Московского государственного университета им. М. В. Ломоносова.

## Биография
В 1976 году поступил на физфак МГУ.
В 1982 году окончил Московский государственный университет, защитив дипломную работу в области гидродинамики.
В 1987 году получил степень кандидата физико-математических наук, защитив диссертацию «Динамическая стохастичность нелинейных систем и проблемы предсказания».
В 1997 году защитил докторскую диссертацию по теме «Подавление хаоса в динамических системах» по специальности ВАК 01.04.02 Теоретическая физика.
В 2000 году возглавил лабораторию нелинейной динамики и хаоса на кафедре физики полимеров и кристаллов и руководил ею до последнего времени.

## Научные достижения
Лоскутов А. Ю. читал курсы лекций по общей физике, нелинейной динамике, теории динамического хаоса и неравновесных динамических систем.
В 1995 году получил звание доцента, в 1998 году — должность профессора, а немного позже и звание профессора.
За свои научные достижения (цикл работ «Управление динамическими системами, подавление хаоса и их приложения») Александр Юрьевич Лоскутов одним из первых получил престижную Шуваловскую премию. Лауреат 1-й премии им. И. И. Шувалова по математической физике за 1998 год.
Опубликовал несколько монографий, учебник по синергетике и свыше 100 работ в научных журналах. Под его руководством было защищено 40 дипломных и 13 кандидатских работ.
Область научных интересов — синергетика, нелинейная динамика, хаотическая динамика, фрактальная геометрия, теория динамических систем, биофизика сердца.

## Книги
- Лоскутов А. Ю., Михайлов А. С. «Введение в синергетику». М.: Наука, 1990. — 272 с. ISBN 5-02-014475-4.
- Лоскутов А. Ю., Михайлов А. С. Основы теории сложных систем. РХД, 2007. — 612 c. ISBN 5-93972-558-9.
- Ардашев А. В., Лоскутов А. Ю. Практические аспекты современных методов анализа вариабельности сердечного ритма. — М.: ИД «МЕДПРАКТИКА-М», 2011, 128 с.
- Лоскутов А. Ю. Анализ временных рядов. Курс лекций. Физфак МГУ. 113 с.